# Delphinium bicarpellatum
Delphinium bicarpellatum är en ranunkelväxtart som beskrevs av R.A. Qureshi och M.N.Chaudhri. Delphinium bicarpellatum ingår i släktet storriddarsporrar, och familjen ranunkelväxter. Inga underarter finns listade i Catalogue of Life.